# درختزارهای کوهستانی کوه رود و شرق ایران
درختزارهای کوهستانی کوه رود و شرق ایران (انگلیسی: Kuh Rud and Eastern Iran montane woodlands) یک بوم‌ناحیه (شناسه WWF: PA1009) است که تپه‌ها و کوه‌های واقع در مرکز و شرق ایران را می‌پوشاند. زیستگاه این بوم‌ناحیه مرطوب تر و خنک تر از مناطق بیابانی پیرامون فلات ایران است و زندگی و حمایت از گونه آسیب‌پذیر آهوی ایرانی و جمعیت‌های کوچک یوزپلنگ آسیایی را ممکن ساخته‌است. این بوم‌ناحیه به دلیل تهدیدهایی مانند چرای بی‌رویه و تبدیل شیب‌های تند به زمین‌های زیر کشت تحت حفاظت است.

## موقعیت و ویژگی‌ها
بوم‌ناحیه درختزارهای کوهستانی شرق ایران بیش از ۸۰۰ کیلومتر در راستای پشته‌های کوهستانی کوه‌های مرکزی ایران ادامه دارد که این کوه‌ها از شمال غربی به جنوب شرقی در امتداد یال غربی فلات ایران و در امتداد مجموعه‌ای از رشته‌کوه‌ها در سمت شرق ایران و امتداد کوچکی به داخل پاکستان کشیده شده‌اند. میانگین ارتفاع بوم‌ناحیه ۱۷۸۸ متر (۵۸۶۶ فوت)، حداقل ارتفاع ۵۹۴ متر (۱۹۴۹ فوت) و حداکثر ارتفاع ۴۳۱۸ متر (۱۴۱۶۷ فوت) است. قله‌های این بوم‌ناحیه شامل کوهستان کرکس (۳٬۸۹۰ متر) و شیرکوه (۴٬۰۷۵ متر) در کوه‌های مرکزی ایران و قله‌های آتشفشانی بزمان (۳٬۴۸۹ متر) و تفتان (۴٬۰۴۲ متر) در جنوب‌شرقی ایران است. درختزارهای کوهستانی کوه رود و شرق ایران، در ارتفاعات پایین‌تر به بوم‌ناحیه حوضه‌های بیابانی ایران مرکزی که شامل حوضه بیابانی دشت لوت می‌شود که به صورت چاله‌ای در میان ارتفاعات کوه‌های مرکزی و رشته‌کوه‌های شرقی ایران قرار گرفته‌است. بوم‌ناحیه بیابان ماسه‌ای ریگستان–شمال پاکستان نیز در حوضه سیستان و شرق رشته‌کوه‌های شرقی ایران کشیده شده‌است. در جنوب، ارتفاعات پایین‌تر و خشک‌تر در بوم‌ناحیه بیابان و نیمه‌بیابان نوبی–سندی جنوب ایران قرار دارند.

## اقلیم
اقلیم این بوم‌ناحیه بر پایه سامانه طبقه‌بندی اقلیمی کوپن از نوع اقلیم نیمه‌خشک سرد (BSk) است. این اقلیم ویژگی‌های میانی و حدفاصل اقلیم‌های استپی و اقلیم‌های مرطوب بیابانی را دارد و به‌طور معمول مقدار بارش بالاتر از تبخیر و تعرق است. میانگین دمای حداقل یک ماه کمتر از ۰ درجه سانتیگراد (۳۲ درجه فارنهایت) است.

## گیاهان و جانوران
با وجود داشتن اصطلاح «درختزارها» در نام بوم‌ناحیه، کمتر از ۱ درصد از بوم‌ناحیه دارای پوشش جنگلی است. حدود ۱۰٪ دارای پوشش بوته‌ای یا درختچه‌ای است و ۹۰ درصد باقی مانده برهنه یا با پوشش گیاهی کم است. مناطق جنگلی-استپی دارای درختان یا بوته‌های با فاصله وسیع از جنسپسته (Pistacia) یا بادام (Amygdalus) است. از نظر تاریخی، این دو نوع گیاه از ویژگی‌های مشخص این منطقه بوده‌است. محیط اطراف این گونه‌ها پوشیده از گیاه بالشتکی و پوشش گیاهی علفی است. پوشش درختچه‌ای دیگر از جنس پرند و دیوخار است.

## مناطق حفاظت‌شده
کمتر از ۲٪ از این بوم‌ناحیه به‌طور رسمی محافظت می‌شود.